# Mikhail Vasilyevich Frunze
Mikhail Vasilyevich Frunze (tiếng Nga: Михаи́л Васи́льевич Фру́нзе; tiếng Romania: Mihail Frunză; còn được biết tới qua các bút danh Арсе́ний Три́фоныч–Arseniy Trifonych, Серге́й Петро́в–Sergei Petrov, А. Шу́йский–A. Shuiskiy, М. Ми́рский–M. Mirskiy; 2 tháng 2 [lịch cũ 21 tháng 1] năm 1885–31 tháng 10 năm 1925) là một nhà lãnh đạo của đảng Bolshevik trước và sau cuộc Cách mạng tháng Mười Nga (1917). Tên ông được đặt cho một học viện quân sự nổi tiếng của Liên Xô.

## Cuộc đời và sự nghiệp
Frunze sinh ra ở Bishkek, một thị trấn nhỏ nằm ở miền Nam đế quốc Nga, lúc đó đang thuộc vùng Kyrgyz của Turkestan. Cha ông là một thầy thuốc người Rumani gốc vùng Kherson, còn mẹ ông là người Nga. Frunze đi học tại Verniy (nay là Almaty) và năm 1904 ông học ở Đại học Bách khoa Sankt-Peterburg.
Tại Đại hội II Đảng Công nhân Xã hội Dân chủ Nga diễn ra ở Luân Đôn năm 1903, nội bộ đảng chia rẽ thành 2 phái lớn: phái Bolshevik của Lenin và phái Menshevik của Julius Martov. Frunze chọn theo phe của Lenin. Hai năm sau Đại hội, Frunze trở thành một nhà lãnh đạo của Cách mạng 1905, ông tổ chức cuộc đình công lớn của công nhân dệt ở Shuya và Ivanovo. Cách mạng bị chế độ Nga hoàng đàn áp, Frunze bị bắt vào năm 1907 và bị xử tử hình, tuy nhiên sau đó ông được giảm án thành khổ sai chung thân và bị đày đi Xibia. Sau mười năm khổ sai ở Xibia, Frunze vượt ngục, trốn đến Chita và trở thành biên tập viên của tờ Vostochnoe Obozrenie, một tuần báo của đảng Bônsêvích.
Khi cuộc Cách mạng tháng Hai (1917) bùng nổ, Frunze trở thành người đứng đầu của lực lượng dân binh tại Minsk và sau đó ông được bầu làm chủ tịch của Xô viết tại Byelarussia. Không lâu sau ông tới Moskva và lãnh đạo một lực lượng dân binh của công nhân đang đấu tranh giành quyền kiểm soát thành phố.
Sau khi cách mạng tháng Mười Nga bùng nổ, Frunze trở thành Chính ủy của tỉnh Voznesensk vào năm 1918. Trong thời gian đầu của cuộc Nội chiến Nga, ông được bổ nhiệm làm chỉ huy của Cụm Tập đoàn quân Nam -lúc này đang gặp khó khăn trước lực lượng Bạch vệ của Đô đốc Aleksandr Vasiliyevich Kolchak. Dưới sự chỉ huy của Frunze, Hồng quân nhanh chóng lật ngược tình thế và đã đánh bại quân của Kolchak tại Omsk. Để tưởng thưởng cho thành tích đó, người lãnh đạo Hồng quân là Lev Davidovich Trotsky đã bổ nhiệm ông làm chỉ huy của toàn bộ Mặt trận phía Đông. Tiếp theo, Frunze lại chỉ huy Hồng quân tiến vào Turkestan, trấn áp cuộc nổi dậy Basmachi cũng như tiêu diệt tàn quân Bạch vệ ở đây. Lực lượng Hồng quân của Frunze đã giải phóng Khiva vào tháng 2 và Bukhara vào tháng 9.
Tháng 11/1920, Frunze tái chiếm Krym và đuổi lực lượng Bạch vệ của Pyotr Nikolayevich Wrangel ra khỏi Nga. Ông cũng lãnh đạo Hồng quân đánh tan các lực lượng vô chính phủ của Nestor Ivanovych Makhno và lực lượng li khai của Symon Vasylyovych Petliura tại Ukraina.
Vào năm, 1921, Frunze được bầu làm thành viên của Ban chấp hành Trung ương của đảng Bônsêvích. Đến ngày 2 tháng 6 năm 1924 ông trở thành thành viên ứng cử của Bộ chính trị và vào tháng 1 năm sau ông được bầu làm Chủ tịch của Hội đồng Quân sự Cách mạng. Frunze chủ trương ủng hộ Grigory Yevseevich Zinoviev và vì vậy ông trở thành địch thủ chính trị của Iosif Vissarionovich Stalin, mặc dù trước đó họ có mối quan hệ tương đối hòa nhã.
Frunze được đánh giá là một trong những người cộng sản lãnh đạo có tầm nhìn rất sáng tạo và gần như là không chính thống về các chính sách cũng như về việc thi hành chúng. Ông được các bạn chiến đấu rất kính trọng vì lòng dũng cảm, sự thành công trong việc đạt được các mục tiêu quân sự quan trọng cũng như quá trình đấu tranh cách mạng bền bỉ trong thời kì đảng Cộng sản còn bị cấm ở chể độ Nga hoàng. Frunze cũng được xem là người có nhiều khả năng kế thừa ngôi vị lãnh đạo của Lenin, lý do là ông có nhiều năng lực trong việc xử lý các vấn đề lý thuyết cũng như thực tế của Đảng, đồng thời ông cũng tỏ ra không có tham vọng cá nhân gì trái ngược với quyền lợi của Đảng.

## Cái chết
Frunze vốn mắc bệnh loét đường tiêu hóa mãn tính. Những người xung quanh đã nhiều lần khuyên ông đi phẫu thuật, tuy nhiên Frunze tỏ ra ưa thích các phương pháp chữa trị truyền thống hơn. Đến năm 1925, bệnh tình của Frunze đột ngột chuyển biến xấu và ông phải nhập viện. Lúc đó cả I. V. Stalin và Anastas Ivanovich Mikoyan đều tới gặp Frunze và yêu cầu ông phải phẫu thuật. Về việc này, Frunze đã viết thư cho vợ mình như sau:
| “                             | Hiện giờ anh cảm thấy hoàn toàn khỏe mạnh; việc thực hiện - thậm chí là nghĩ tới - một cuộc phẫu thuật thật sự là ngớ ngẩn. Tuy nhiên cả hai người đại diện của Đảng đều đòi anh phẫu thuật cho được. | ” |
| — Mikhail Vasilyevich Frunze, | |   |

Frunze chết vì ngộ độc chloroform trong quá trình phẫu thuật vào ngày 31 tháng 10 năm 1925. Ngay cả đối với trình độ y học thời đó, phẫu thuật loét dạ dày là một chuyện rất bình thường, vì vậy có nhiều ý kiến cho rằng các địch thủ chính trị của Frunze - hay chính bản thân Stalin - đã bày mưu đầu độc ông. Tuy nhiên hiện không có bằng chứng nào đủ mạnh để chứng minh cho việc này. Có điều, trong cuộc phẫu thuật đó các bác sĩ đã dùng một lượng chlorofrom nhiều hơn bình thường vài lần.
Frunze được mai táng tại Nghĩa trang tường điện Kremli. Tất cả bốn bác sĩ phẫu thuật cho ông (Martynov, Grekov, Rozanov và Get'e) đều chết vào năm 1934.

## Di sản

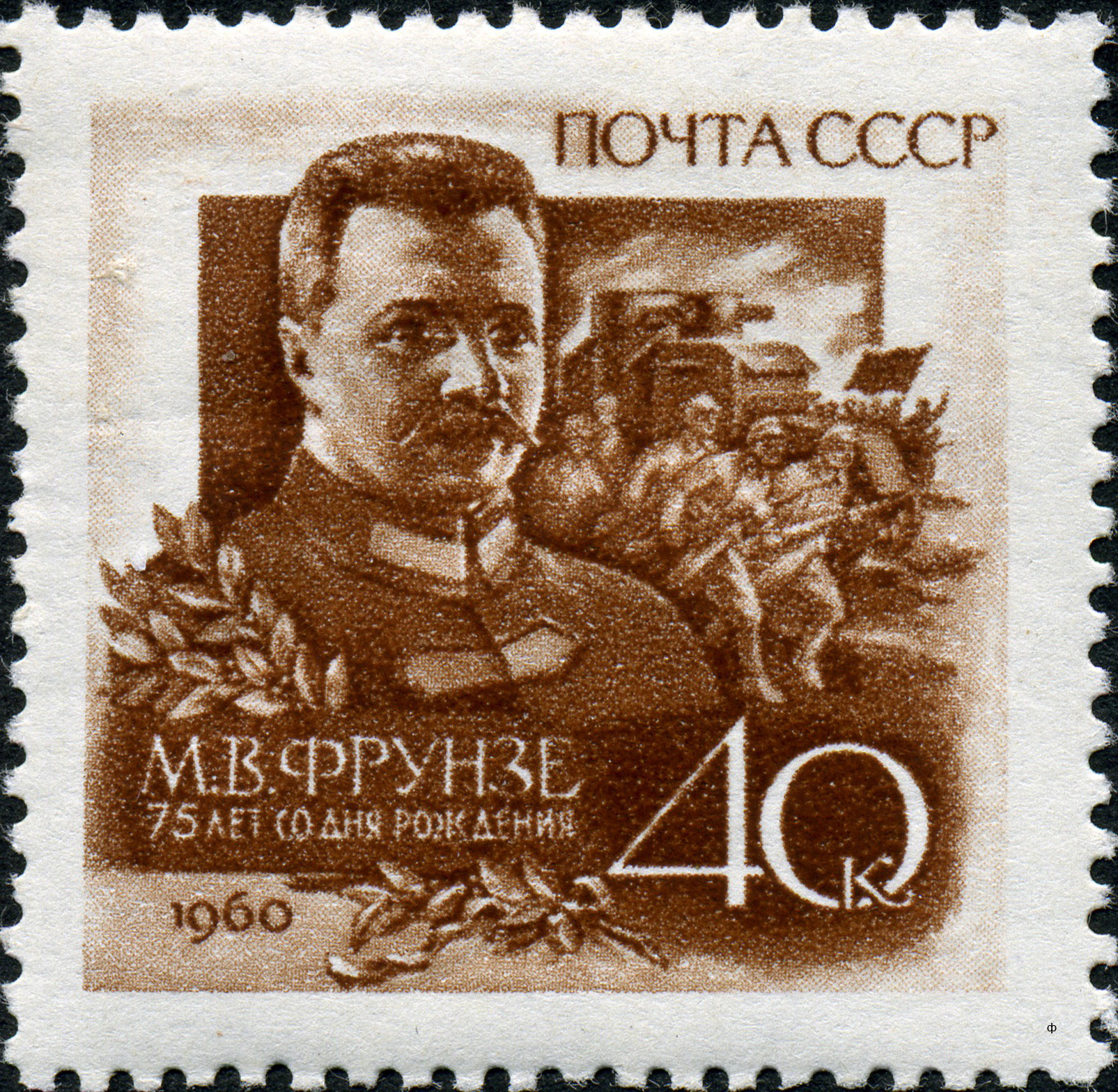
Chân dung của Frunze trên một con tem Liên Xô phát hành năm 1960.

Thành phố Bishkek ở Kyrgyzstan được đổi tên thành Frunze vào năm 1926. Đến năm 1991, nó được trả về tên cũ, tuy nhiên con đường và viện bảo tàng mang tên ông vẫn được giữ nguyên tên gọi. Trong khuôn viên viện bảo tàng có ngôi nhà tranh mà Frunze sinh sống thời niên thiếu. Nó được bảo tồn nguyên vẹn trong một kiến trúc hiện đại lớn hơn. Một ngôi làng nằm cách thủ đô Kyrgyzstan 2 phút (tính theo việc đi từ đường sân bay vào thủ đô) cũng được đặt tên là làng Frunze.
Tên của ông được đặt cho một học viện quân sự danh tiếng vào bậc nhất Liên Xô: Học viện Quân sự Frunze.
Sư đoàn bộ binh số 2 (Liên Xô) từng mang tên là Sư đoàn bộ binh Cờ Đỏ số 2 Byelarussia nhân danh M.V. Frunze.
Một ga hệ thống tàu điện ngầm Moskva được đặt tên là Frunzenskaya nhằm vinh danh Frunze, và một tượng đá của ông cũng được tạc gần đó. Ở Shuya người ta xây dựng một bảo tàng tưởng niệm Frunze. Nhiều đường phố ở Nga hiện nay cũng được đặt tên là Frunze.
Sau khi Frunze qua đời, cái tên Frunzik (có nghĩa là "Frunze" nhỏ) bắt đầu trở nên thịnh hành trong cộng đồng người dân Liên Xô sống ở vùng Kavkaz và Turkestan. Người mang tên Frunzik nổi tiếng nhất có lẽ là Mher (Frunzik) Mushegovich Mkrtchyan, một diễn viên phim hài nổi tiếng của Liên Xô.

Tàu chiến Poltava được đổi tên thành Frunze vào tháng 1 năm 1926.

## Trong văn học
Tác phẩm "Câu chuyện về Mặt Trăng không bao giờ biến mất" của Boris Andreyevich Pilnyak dựa trên cái chết của Frunze. Cái chết của ông cũng là hạt nhân trung tâm của hai chương đầu của tiểu thuyết Những thế hệ mùa đông do Vasily Pavlovich Aksyonov sáng tác.

## Câu nói nổi tiếng
- "Tất cả những gì chúng ta làm, mọi hành động, đều phải phù hợp với những tư tưởng cao nhất của Cách mạng."
- "Hồng quân được tạo ra bởi công nông và nó được lãnh đạo bởi ý chí của tầng lớp lao động. Ý chí đó được thực thi bởi một Đảng Cộng sản thống nhất."

Bản mẫu:Soviet Ukraine Government (before 1938)